# 奥尔加·吉尔娅
奥莉加·亚历山德罗芙娜·吉里娅（俄語：Ольга Александровна Гиря，1991年6月4日—），俄罗斯女子国际象棋棋手、女子特级大师。
2009年，吉里娅连续获得欧洲与世界国际象棋女子18岁组冠军。同年，被授予女子特级大师称号。之后，她于2010年、2011年连续两届获得世界国际象棋女子青年亚军。2014年，获莫斯科公开赛B组冠军、女子俄罗斯杯冠军。